# Distretto di Xay
Il distretto di Xay è uno dei sette distretti (mueang) della provincia di Oudomxay, nel Laos. Ha come capoluogo la città di Xay.